# Egressy Árpád
Egressy Árpád (Buda, 1837. március 23. (keresztelés) – Pest, 1869. január 30.) színész. Egressy Gábor és Egressyné Szentpétery Zsuzsanna legifjabbik fia.

## Életútja
1862-ben lett színésszé a vidéken. 1863. szeptember 9-én fellépett a Nemzeti Színházban »Brankovics György« Gerő szerepében. 1866-ban végezte el a Színművészeti Akadémiát. 1866. március 28-án szerződtették a Nemzeti Színházhoz és mint ilyen, első fellépte 1866. április 22-én volt Szigligeti »Csikós« c. népszínművében, Ormódy Bence szerepében.

## Magánélete
1867. november 21-én Pesten, a Kálvin téri református templomban házasságot kötött a tápiósápi születésű Reznicsek Annával. A Rókus kórházban hunyt el.

## Fontosabb szerepei
- Szigligeti Ede: Csikós – Bence
- Szigligeti Ede: Mátyás király lesz – Mátyás

## Működési adatai
1861: Szabó József és Phillippovits István; 1862: Fekete; 1863: Láng Boldizsár.